# Còng gió
Còng gió (Danh pháp khoa học: Ocypode ceratophthalma) là một loài còng trong họ Ocypodidae, người ta gọi chúng là còng gió vì đây là loại còng chạy rất nhanh như gió, chúng là loài chạy nhanh nhất trong các loại cua, còng, cáy.

## Đặc điểm

### Mô tả
Còng gió là loài giáp xác nhỏ có kích thước to hơn ba khía nếu đã trưởng thành, có đặc điểm chạy rất nhanh nhờ những cái chân cao lêu nghêu. Bộ dạng còng gió nhỏ gọn, to nhất cũng bằng 3 ngón tay. Còng gió ở biển Cửa Việt chỉ to bằng ngón chân cái và có màu trắng đục. Ở các bãi biển duyên hải thì to hơn, Da còng vàng pha trắng, có con nâu xám, tiệp cùng màu cát. Các đặc điểm này khiến còng khó bị phát hiện, dễ lẩn trốn trên nền cát.
Mặc dù có bộ dạng nhỏ thó, nhưng đôi càng của còng gió lại là vũ khí hết sức đáng sợ, càng nó rất khỏe, mép càng sắc như dao, kẹp phát nào đứt thịt người bắt Còng gió sau khi bị bắt rất mau chết nên khó vận chuyển đi xa được như ba khía.

### Tập tính
Còng gió là loài nhanh nhẹn, nhanh từ khâu tự vệ, đào hang, bắt mồi cho tới chạy trốn, chúng chạy trốn nhanh như gió thế nên mới có tên gọi còng gió). Ở những bãi cát xung quanh cồn Ngang (xã Phú Tân, huyện Tân Phú Đông), lúc thủy triều xuống, trên bãi cát có vô số còng gió chui ra khỏi hang phơi nắng nhưng sẽ chạy thoăn thoắt để trốn vào hang hoặc các ngóc ngách khi nghe tiếng động.
Hang còng đào sâu. Đào ngoắt ngoéo trong lòng cát có khi kéo dài hàng thước. Còng to khôn ngoan, ít khi đào hang theo đường thẳng mà thường là đột ngột ngoặt rẽ chữ chi. Khi bị bắt có con còng còn ranh ma giả chết, nằm xuôi xị, buông rũ ngoe càng. Nhưng hễ được đặt xuống cát, hiếng mắt thấy tay người vừa buông là còng thoắt cái vùng dậy, chạy biến chúng sống nhiều ở ven sông, bãi bồi và dưới chân rừng ngập mặn và các bãi biển.
Còng gió đào hang trên cát, nhát bóng người, ăn các loại phù du trong sóng biển. Ban đêm còng gió sẽ chui xuống tìm thức ăn, chúng toàn ăn những thứ tự nhiên của biển nên rất sạch. Còng gió từ bờ cát có rau muống biển mọc là không ăn được nữa vì độc do chúng ăn những thứ trên bờ. Trời có trăng, thịt còng gió không ngon. Muốn bắt còng phải chọn những ngày tối trời, thường là từ 25 đến mồng 5 âm lịch hàng tháng. Ban đêm còng gió bỏ hang, xuống mép biển kiếm ăn

## Ẩm thực
Thời kỳ Việt Nam chưa thoát khỏi nền kinh tế bao cấp, nhiều làng chài ven biển nghèo. Gặp buổi tiết trời biển động, sóng to gió lớn, thức ăn không có gì ngoài mắm rau, con còng gió trở thành món ăn chính trong bữa cơm gia đình. Còng thường đem kho mặn để lấy nước chấm rau, đem nướng hoặc nấu cháo trừ bữa. 
Đi bắt còng gió nhưng sự thật là phải chạy đuổi cho kịp chúng. Đào một hố cát sát mép nước rồi đặt một chiếc lồng tre giống cái bu gà và thả vào đó mấy con cá nhỏ. rồi không ra được nữa. Những chú còng gió thấy bóng người thấp thoáng chạy nhanh như gió, tìm đường đến hang để trú ẩn
Thịt còng gió làm sạch có thể chế biến thành nhiều món ngon. Cho dầu ăn vào chảo, phi hành, đổ còng vào sẽ thành món chiên giòn khoái khẩu. Còng gió có thể đơn giản chỉ là rang với nước mắm cốt cho ngấm vào thịt còng gió, đến khi khô lại là ăn được. Món còng gió rang nước mắm vô cùng lạ miệng. Còng gió rang cả mai nhưng vỏ mỏng và giòn tan, nhai cả con để tận hưởng vị ngọt mằn mặn thơm lừng. Càng nhai vị ngọt càng ngon cho đến khi còng gió tan hết trong miệng